# Denny Sibajene
Denny Sibajene  (* 1939) ist ein sambischer Diplomat im Ruhestand.

## Werdegang
- Von 1973 bis 1974 war er geschäftsführender Hochkommissar (Commonwealth) in Ottawa (Kanada).
- Von 1974 bis 1976 war er Botschafter in Moskau und gleichzeitig in Ost-Berlin, Warschau, Budapest, Sofia und Prag akkreditiert.[1]
- Von 1977 bis Januar 1979 war er Botschafter in Bonn bei gleichzeitiger Akkreditierung in Wien.
- Im Januar 1979 ernannte ihn Kenneth Kaunda zum Leiter der Exekutive (Permanent Secretary) der Zentralprovinz (Sambia), ein Amt, aus dem er ihn an einem Freitag 1980 mit dem Vorwurf  angeblichen Fehlverhaltens wieder entließ.[2]

| Vorgänger               | Amt                                                 | Nachfolger                      |
| ----------------------- | --------------------------------------------------- | ------------------------------- |
| —                       | Sambischer Hochkommissar in Ottawa 1973 bis 1974    | Dunstan Weston Kamana           |
| Paul J. F. Lusaka       | Sambischer Botschafter in Moskau 1974 bis 1976      | Peter Lesa Kasanda              |
| Ephraim Chipampe Chibwe | Sambischer Botschafter in Bonn 1977 bis Januar 1979 | Standwell Chamatwa Isaar Mapara |